# 南房総市立千倉中学校
南房総市立千倉中学校（みなみぼうそうしりつ ちくらちゅうがっこう）は、千葉県南房総市千倉町北朝夷にある市立中学校。

## 概要
南房総市千倉地区の中心市街地に位置する。2018年度の生徒数は約229人である。

## 沿革
- 1958年4月1日 - 千倉町立七浦中学校、健田中学校、千歳中学校、千倉中学校が統合されて新規開校[3]。
- 1959年4月 - 体育館竣工。
- 1960年12月 - 管理校舎竣工。
- 1961年3月 - 校歌制定。同校歌は日本の音楽教育に大きく貢献された小林純一（作詞）、市川都志春（作曲）、二名の巨匠により手掛けられた作品で最高の校歌と評されている。
- 1962年3月 - 特別校舎完成。
- 1963年3月 - プール竣工。
- 1964年3月 - 皇太子明仁来校[4]。
- 1968年10月 - 漁業教室を開始[4]。
- 1990年9月 - 新校舎の建築が開始。旧千葉合同無尽（現・京葉銀行）の創設者、綿貫専太郎（同地区出身）が新校舎建設に対して千倉町へ私財3億円を寄付。千倉町は同校正面玄関脇に同氏の銅像を建立。
- 1991年4月 - 女子制服が改定される。
- 1992年2月 - 新校舎の竣工式挙行。
- 1994年1月 - 屋外運動場が完成。
- 2006年3月 - 市町村合併に伴い、「南房総市立千倉中学校」に改称。
- 2019年2月 - プール廃止。埋立後は駐車場となる。
- 2019年3月12日 - 卒業式にシンガーソングライターの川嶋あいがサプライズ登場。「旅立ちの日に…」「とびら」などを熱唱した[5]。
- 2024年3月 - 南房総市立白浜中学校との統合に伴い、閉校予定[6]。校舎は同年4月から南房総市立南房総中学校として活用される予定[7]。

## 教育方針
「立志の教育」を基礎に「知徳体」のバランスある教育を目指している。
- 正しく
- 強く
- 明るく

## 学校行事
| - 4月 入学式（1年）、新入生歓迎会 - 5月 学区再発見（1年）、学年合宿（2年）、修学旅行(3年) | - 8月 職場体験学習(2年)、リーダー研修会 - 9月 運動会、バザー | - 10月 生徒会役員選挙 - 11月 校内文化祭（合唱コンクール） | - 3月 予餞会、芸術鑑賞会、卒業式（3年）、フラワーマーチ |

## 部活動
運動系
- サッカー部
- 柔道部
- 野球部 - 出身者：石井好博、冨樫富夫
- バスケットボール部
- ソフトテニス部
- 卓球部
- ソフトボール部
- バレーボール部

文化系
- 吹奏楽部
- ボランティア部

## 通学区域
- 南房総市旧千倉町

## 生徒の主な出身小学校
- 南房総市立千倉小学校

## 学区内の主な施設
- 千倉漁港
- 道の駅ちくら・潮風王国
- 千倉総合運動公園（野球場・多目的広場・テニスコート・サッカー場）
- 千倉B&G海洋センター
- 千倉黒潮物産センター
- 南房総市朝夷行政センター
- 南房総市千倉保険センター
- 南房総市千倉図書館
- 館山警察署千倉幹部交番
- 安房郡市消防本部館山消防署千倉分署
- KDDI千倉海底線中継所
- 千葉県農林水産部水産総合研究センター
- 南房総市立千倉小学校
- 千倉預かり保育室
- 千倉学童保育所
- 千倉七浦体育館
- 千倉忽戸体育館
- 大川児童公園
- 北千倉児童公園
- 矢原児童公園
- 南房千倉大橋公園
- 牧田児童遊園
- 南千倉児童公園
- 千倉社会福祉センター
- JR千倉駅
- JR千歳駅
- 朝夷学校給食センター
- 千田黒潮団地
- 千倉清掃センター（ゴミ処理）
- 千倉衛生センター（屎尿処理）
- スーパーＯＤＯＹＡ
- セブンイレブン千倉瀬戸浜店
- セブンイレブン安房千倉店
- ローソン南房総千倉店
- ヤックスドラッグ千倉店
- コメリハード＆グリーン千倉店

## 交通
- JR東日本内房線千倉駅より徒歩15分(およそ1km)
- 館山日東バス 寺庭バス停より徒歩3分

## 著名な出身者
- 石井好博（野球指導者）1967年、夏の全国高等学校野球選手権大会で選手（習志野市立習志野高等学校）として[4]、1975年、同校監督として優勝している[9][10]。
- 鈴木おさむ（放送作家）　2007年11月、50周年記念式典において講演を実施した[11]。
- 青木愛（政治家、元衆議院議員・参議院議員）[12]